# Matt Turner
Pour les articles homonymes, voir Turner.
Matthew Charles Turner, dit Matt Turner, né le 24 juin 1994 à Park Ridge (New Jersey) aux États-Unis, est un joueur international américain de football qui évolue au poste de gardien de but au New England Revolution.

## Biographie

### Jeunesse et formation
Originaire de Park Ridge, au New Jersey, Matt Turner fréquente la Saint Joseph Regional High School. Il débute le soccer à l'âge de 14 ans, s'adonnant initialement à ce sport pour rester en forme pour ses sports principaux, le basketball et le baseball. Sa première expérience comme gardien de but intervient lorsque le seul autre gardien de son équipe se blesse aux essais.
Il rejoint ensuite les Stags de l'université Fairfield (en) pour démarrer son parcours universitaire. Il dispute trente-neuf rencontres pour les Stags au cours desquelles il enregistre vingt-et-un blanchissages. Grâce à ses bonnes performances, il est nommé dans la deuxième équipe de l'Atlantic Conference de la Metro Atlantic Athletic Conference lors de sa dernière saison. Au cours de l'été, il participe au championnat de Premier Development League avec le Jersey Express, menant l'équipe aux demi-finales nationales en 2014.

### Parcours en club
À la suite d'un essai lors de la préparation de la saison 2016, Turner s'engage avec le Revolution de la Nouvelle-Angleterre en Major League Soccer. Lors de la saison 2018, il joue vingt-huit rencontres en MLS. La saison suivante, il prend part à vingt-et-un matchs dans ce championnat.
Le 11 février 2022, le Revolution de la Nouvelle-Angleterre et la formation londonienne d'Arsenal annoncent avoir trouvé un accord pour le transfert du gardien américain en juin suivant,. Le transfert est estimé à six millions de dollars, pouvant s'approcher de dix millions avec les bonus.
Après une saison avec Arsenal, Matt Turner est transféré à Nottingham Forest où il s'engage pour quatre ans le 9 août 2023,. Il quitte le club anglais en août 2025.
En août 2025, il rejoint l'Olympique lyonnais pour 8 millions d'euros et est prêté dans la foulée vers son ancien club, le New England Revolution, où il signe pour une saison et une option d'achat fixée à 3 millions d'euros.

### Parcours en sélection

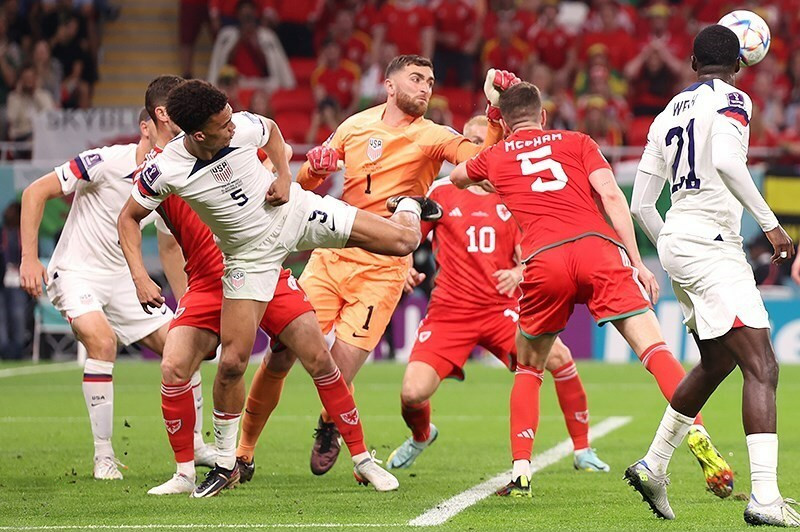
Turner (en orange) avec l'équipe nationale masculine des États-Unis (USMNT) lors de la Coupe du monde de football 2022 au Qatar

Turner fait ses débuts internationaux le 31 janvier 2021 pour l'équipe nationale des États-Unis, en commençant en tant que gardien de but contre Trinité-et-Tobago lors d'un match amical. Turner conserve ses cages inviolées et a arrêté un penalty tiré par Alvin Jones.
Turner est ensuite titulaire lors des six matchs de l'équipe des États-Unis lors de la Gold Cup 2021 au cours de laquelle il enregistre cinq blanchissages, notamment lors de la victoire 1-0 contre le Mexique en finale. Pour sa performance, Turner est désigné meilleur gardien du tournoi.
En novembre 2022, Turner est sélectionné dans l'effectif américain pour participer à la Coupe du monde 2022 au Qatar,, dispose du statut de gardien titulaire et est l'un des trois joueurs à participer à l'intégralité des 360 minutes du tournoi pour l'équipe américaine, Turner garde ses cages inviolées à deux reprises lors du tournoi, devenant le premier gardien américain à enregistrer plusieurs blanchissages lors d'une édition de la Coupe du monde depuis l'édition 1930,.
Turner est titulaire lors des deux matchs de l'équipe américaine durant la Phase finale de la Ligue des nations de la CONCACAF 2022-2023, gardant ses cages inviolées contre le Mexique et le Canada lors des victoires 3-0 et 2-0, respectivement, permettant aux États-Unis de remporter la compétition. En plus de remporter le titre de la Ligue des nations, Turner est désigné meilleur gardien de la compétition, en plus d'être sélectionné dans l'équipe-type de la phase finale,.
Par la suite, Turner est sélectionné dans l'équipe des États-Unis pour la Gold Cup 2023. Lors du match d'ouverture du groupe A contre la Jamaïque, Turner arrête un pénalty de Leon Bailey alors que les États-Unis font match nul 1-1. Lors du quart de finale à élimination directe contre le Canada, le match se conclut aux tirs au but après les prolongations. Turner écarte deux tentatives lors de la séance de tirs au but, offrant la victoire aux États-Unis et s'adjugeant le titre d'homme du match.

## Vie personnelle
Turner est juif. En 2020, Turner et son père obtiennent tous deux des passeports lituaniens ; l'arrière-grand-mère paternelle de Turner fuit les persécutions religieuses pendant la Seconde Guerre mondiale, et en tant que Juifs, ils émigrent de Lituanie,. La famille de son père est juive et ils anglicisent leur nom de famille de Turnovski en Turner à leur arrivée à Ellis Island lors de leur immigration, tandis que la famille de sa mère est catholique,.
Il se marie avec l'ancienne pom-pom girl de la NFL, Ashley Herron, en 2022,. Leur fils Easton est né le 29 juin 2022 et en mars 2023, le couple annonce attendre une fille.[réf. nécessaire]

## Statistiques détaillées
| Saison                | Club                                 | Championnat           | Championnat | Championnat | Coupe nationale | Coupe nationale | Coupe de la Ligue | Coupe de la Ligue | Supercoupe | Supercoupe | Compétition(s) continentale(s) | Compétition(s) continentale(s) | Compétition(s) continentale(s) | Séries | Séries | États-Unis | États-Unis | Total | Total |
| Saison                | Club                                 | Division              | M.          | B.          | M.              | B.              | M.                | B.                | M.         | B.         | Comp.                          | M.                             | B.                             | M.     | B.     | M.         | B.         | M.    | B.    |
| 2018                  | Revolution de la Nouvelle-Angleterre | MLS                   | 27          | 0           | -               | -               | -                 | -                 | -          | -          | -                              | -                              | -                              | -      | -      | -          | -          | 27    | 0     |
| 2019                  | Revolution de la Nouvelle-Angleterre | MLS                   | 20          | 0           | 2               | 0               | -                 | -                 | -          | -          | -                              | -                              | -                              | 1      | 0      | -          | -          | 23    | 0     |
| 2020                  | Revolution de la Nouvelle-Angleterre | MLS                   | 22          | 0           | -               | -               | -                 | -                 | -          | -          | -                              | -                              | -                              | 5      | 0      | -          | -          | 27    | 0     |
| 2021                  | Revolution de la Nouvelle-Angleterre | MLS                   | 28          | 0           | -               | -               | -                 | -                 | -          | -          | -                              | -                              | -                              | 1      | 0      | 14         | 0          | 43    | 0     |
| 2022                  | Revolution de la Nouvelle-Angleterre | MLS                   | 5           | 0           | -               | -               | -                 | -                 | -          | -          | -                              | -                              | -                              | -      | -      | 4          | 0          | 9     | 0     |
| Sous-total            | Sous-total                           | Sous-total            | 102         | 0           | 2               | 0               | -                 | -                 | -          | -          | -                              | -                              | -                              | 7      | 0      | 18         | 0          | 129   | 0     |
| 2016                  | Kickers de Richmond (prêt)           | USL                   | 7           | 0           | -               | -               | -                 | -                 | -          | -          | -                              | -                              | -                              | -      | -      | -          | -          | 7     | 0     |
| 2017                  | Kickers de Richmond (prêt)           | USL                   | 20          | 0           | -               | -               | -                 | -                 | -          | -          | -                              | -                              | -                              | -      | -      | -          | -          | 20    | 0     |
| Sous-total            | Sous-total                           | Sous-total            | 27          | 0           | -               | -               | -                 | -                 | -          | -          | -                              | -                              | -                              | -      | -      | -          | -          | 27    | 0     |
| 2022-2023             | Arsenal FC                           | Premier League        | -           | -           | 2               | 0               | -                 | -                 | -          | -          | C3                             | 5                              | 0                              | -      | -      | 14         | 0          | 21    | 0     |
| 2023-2024             | Nottingham Forest FC                 | Premier League        | 17          | 0           | 3               | 0               | 1                 | 0                 | -          | -          | -                              | -                              | -                              | -      | -      | 12         | 0          | 33    | 0     |
| 2024-2025             | Crystal Palace FC (prêt)             | Premier League        | -           | -           | 3               | 0               | 1                 | 0                 | -          | -          | -                              | -                              | -                              | -      | -      | 5          | 0          | 9     | 0     |
| Total sur la carrière | Total sur la carrière                | Total sur la carrière | 146         | 0           | 10              | 0               | 2                 | 0                 | 0          | 0          | -                              | 5                              | 0                              | 7      | 0      | 49         | 0          | 219   | 0     |

## Palmarès

### En club
- Crystal Palace
  - Vainqueur de la Coupe d'Angleterre en 2025

### En sélection
États-Unis
- Vainqueur de la Gold Cup en 2021.
- Vainqueur de la Ligue des nations de la CONCACAF en 2023 et 2024.

### Distinctions personnelles
- Meilleur gardien de la Gold Cup en 2021.
- Membre de l'équipe-type de la Gold Cup en 2021.
- Membre de l'équipe-type de la Ligue des nations de la CONCACAF en 2023.
- Meilleur gardien de la Ligue des nations de la CONCACAF en 2023 et 2024.
- Meilleur gardien de Major League Soccer en 2021.
- Membre de l'équipe-type de la Major League Soccer en 2021.